# 张荣曾
张荣曾（1932年—），男，江西临川人，中国选矿工程专家，曾任中国矿业大学教授、博士生导师。